# Fjodor Aleksandrovitj af Rusland
Prins Fjodor Aleksandrovitj af Rusland (russisk: Фёдор Александрович Романов; tr. Fjodor Aleksandrovitj Romanov) (23. december 1898 – 30. november 1968) var en russisk prins fra Huset Romanov. Han var det tredjeældste barn af storfyrst Aleksandr Mikhailovitj af Rusland og hans hustru storfyrstinde Ksenija Aleksandrovna af Rusland.

## Biografi
Prins Fjodor Aleksandrovitj blev født den 23. december 1898 i Vinterpaladset i Sankt Petersborg i Det Russiske Kejserrige. Han var det tredje barn og anden søn af storfyrst Aleksandr Mikhailovitj af Rusland og hans hustru storfyrstinde Ksenija Aleksandrovna af Rusland. Gennem sin far var han dermed medlem af Huset Romanov, barnebarn af Storfyrst Mikhail Nikolajevitj af Rusland og oldebarn af Kejser Nikolaj 1. af Rusland. Gennem sin mor var han barnebarn af Kejser Aleksandr 3. af Rusland og oldebarn af Kong Christian 9. af Danmark. Som oldebarn af en russisk kejser havde han titel af prins og prædikat af højhed.
Prins Fjodor giftede sig den 3. juni 1923 i Paris i et morganatisk ægteskab med fyrstinde Irina Pavlovna Palej, der var datter af Storfyrst Pavel Aleksandrovitj af Rusland i hans morganatiske ægteskab med Olga Valeriovna Palej. De fik en søn, Fyrst Mikhail Fjodorovitj Romanov. De blev skilt i 1935 og Prins Andrej giftede sig ikke igen. Prins Fjodor døde 69 år gammel den 30. november 1968 i Ascain i Frankrig.

## Eksterne links
- Wikimedia Commons har flere filer relateret til Fjodor Aleksandrovitj af Rusland